# هاوگهتون
هاوگهتون (به انگلیسی: Haughton) شهری در ایالت لوئیزیانا کشور ایالات متحده آمریکا است که جمعیت آن در سرشماری سال ۲۰۱۰ میلادی، ۳٬۴۵۴ نفر بوده‌است.